# Ricardo Kosovski
Ricardo Kosovski é um ator, pesquisador e diretor brasileiro. É também professor titular  da Escola de Teatro/UNIRIO no departamento de direção teatral.
Recebeu diversos prêmios entre atuação e direção teatral , entre os quais :  Em 2020 recebeu o Prêmio Shell de Melhor ator por "Maracanã"  de Moacir Chaves . Em 2018 recebeu o Prêmio Shell de Inovação pelo espetáculo "Tripas" de Pedro Kosovski , Em 1998 recebeu o Prêmio IBEU de Melhor Ator por “Proibido Amar “ de Neil Simon .Em 2001 foi Indicado para o Prêmio Governo do Estado melhor ator por “Separações” de Domingos Oliveira . Em 2000, Prêmio Mambembe de melhor diretor e melhor espetáculo por “Em Cantos “ de Oscar Wilde.
Participou como ator em montagens significativas do panorama teatral carioca, destacando-se : “Lorenzaccio” de A. Musset (1984) , “Uma Peça Como Voce Gosta” de  W. Shakespeare (1985) ,”Guerreiras dos Amor” de Domingos Oliveira (1987), “O Inspetor Geral” de N. Gogol (1989) , “ Eduardo II” de Marlowe (1994),“Amores” de Domingos Oliveira (1996) , “Proibido Amar” de Neil Simon (1997) , “Separações” de Domingos Oliveira (2.000) e “Todo Mundo Tem problemas sexuais” de Alberto Goldin e Domingos Oliveira (2.000/2.003), “Millôr Impossível” de Millôr Fernandes.(2005) e “Largando o Escritório” de Domingos Oliveira (2006/7). “Sub-Werther” de Walter Daguerre (2008) “Fundo do Lago Escuro” de Domingos Oliveira (2010) “Estilhaços” de Eduardo Wotzik (2011), “Cara de Cavalo” Pedro Kosovski (2012/14) Doppelganger de Domingos Oliveira (2014/16) , “Boa Noite Professor” de Lionel |Fischer e Julia Stockler ( 2016) “Tripas” de Pedro Kosovski (2017/20) “Maracanã” autoria e direção de Moacir Chaves ( 2019/20) "Terra Desce" de Pedro Kosovski direção de Marco André Nunes (2023)
Como diretor teatral seus principais trabalhos foram os seguintes :“Macbeth” de W. Shakespeare (1987) , “Danton” de G. Buchner (1990)  “Os Meninos da Rua Paulo” de F. Molnár (1992) , “Em Cantos“ de Rosyane Trotta (1998/99) “Leonce e Lena” de G. Buchner (2004) e Abelardo e Berilo de Bosco Brasil (2005/2006) e Corações Encaixotados de Bosco Brasil (2007), Diário de um Louco de N. Gogol (2007), “Circuncisão em Nova York” de João Bethencourt (2008) “Depois do Final Feliz” de Moises Bettencourt (2012) “Dede Show” , atuação e direção de André Mattos ( 2022)
Em cinema , seus trabalhos mais recentes como ator foram os longa-metragens “Amores” de Domingos Oliveira (1997), “Oriundi” de Ricardo Bravo (1998), “Separações” de Domingos Oliveira (2002/2003), “Onde anda você?” de Sergio Resende (2004), “Feminices” de Domingos Oliveira (2004) e o curta metragem“Alegria” de Daniel Filho  (2005), “Carreiras” de Domingos Oliveira (2005) “Zuzu Angel” de Sergio Resende (2006), “Todo Mundo tem Problemas Sexuais” de Domingos Oliveira (2010) “Primeiro dia de um ano qualquer” (2012) “Infância” de Domingos Oliveira (2015), “Real” Rodrigo Bittencourt (2016) ,”Aconteceu na Quarta feira” roteiro e direção de Domingos Oliveira (2018) “Pluft , O Fantasminha “ roteiro e direção de Rosane Schwartzman ( 2022), “Eike tudo ou nada ” direção de Andradina Azevedo e Dida Andrade (2022) “Todo Mundo tem problemas com o amor”  “ direção de Renata Paschoal ( 2022)
Em televisão os principais trabalhos ocorreram na TV Record - Série “Avassaladoras”  (2006) . Na Tv Bandeirantes – Série “Anjos do Sexo” ( 2011). Na TV Globo nas: Minissérie “Desejo” (1990), Todas as mulheres do mundo (1990 – como ator e assistente de direção) novela “Andando nas Nuvens” (1990), Seriado Malhação(2001-2002) , “Sob nova direção” (2004), Seriado A Diarista (2005-2006), Seriado “Minha nada Mole Vida” (2006) , novela “Belíssima” (2006), Seriado “Os amadores” (2007) “Beleza Pura” (2008). Seriado “Dicas de um Sedutor” (2008), Seriado “Casos e Acasos” (2008), Seriado “Faça a sua História” (2008), Novela Lado a Lado (2012), Seriado Questão de Família ( 2013)  Novela Em Família (2014), Novela O Rebu (2014) e Seriado Doce de Mãe ( 2014) Seriado Os Homens São de Marte e é pra lá que eu vou GNT (2014). Sob Pressão – seriado (2017) Seriado Vítimas Digitais – GNT (2019)

## Filmografia

### Televisão
| Ano     | Título               | Personagem           | Notas                                                |
| ------- | -------------------- | -------------------- | ---------------------------------------------------- |
| 2019    | Vítimas Digitais     | Haroldo              | Episódio: "Maria Clara"                              |
| 2017    | Rock Story           | Delegado Martins     |                                                      |
| 2017    | Sob Pressão          | Pedro Paulo Gerchman | Episódio: "9"                                        |
| 2014    | Questão de Família   | Edgar                | Episódio: "Não Tão Simples: Parte 1 e Parte 2"       |
| 2008    | Malhação             | Professor de dança   |                                                      |
| 2008    | Dicas de Um Sedutor  | Jorge                | Episódio: "Embarangada"                              |
| 2008    | Casos e Acasos       | Rodrigo              | Episódio: "A Vaga, a Entrevista e o Cachorro-Quente" |
| 2008    | Faça Sua História    | Passageiro           | Episódio: "O Sósia"                                  |
| 2008    | Beleza Pura          | Paulo Abreu          |                                                      |
| 2006    | O Profeta            | —                    | Participação Especial                                |
| 2006    | Avassaladoras        | Cláudio              | Episódio: "Medida das Coisas"                        |
| 2006    | Minha Nada Mole Vida | JP                   | Episódio: "Ninguém É de Ninguém"                     |
| 2006    | A Diarista           | Otávio               | Episódio: "Aquele da Chuva"                          |
| 2005    | A Diarista           | Cliente              | Episódio: "Infeliz Aniversário, Marinete"            |
| 2005    | Belíssima            | Detetive             |                                                      |
| 2003-04 | Sob Nova Direção     | Carlos               |                                                      |
| 2002    | Sabor da Paixão      | Dr. Victor           |                                                      |
| 2001    | Malhação             | Caio Magalhães       |                                                      |
| 1999    | Andando nas Nuvens   | Adolfo               |                                                      |
| 1990    | Desejo               | Antônio              |                                                      |

### Cinema
| Ano  | Título                                   | Personagem      |
| ---- | ---------------------------------------- | --------------- |
| 2025 | Todo Mundo (Ainda) Tem Problemas Sexuais | Rafa            |
| 2022 | Pluft, o Fantasminha                     |                 |
| 2019 | Aconteceu na Quarta-Feira                | Júlio           |
| 2017 | Real - O Plano Por Trás da História      | Rubens Ricupero |
| 2014 | Infância                                 | Orlando         |
| 2012 | Primeiro Dia de um Ano Qualquer          | Augusto         |
| 2008 | Todo Mundo Tem Problemas Sexuais         | Stanlei         |
| 2006 | Zuzu Angel                               | Jornalista      |
| 2005 | Carreiras                                | —               |
| 2004 | Onde Anda Você                           | Oliva           |
| 2002 | Separações                               | Rique           |
| 2000 | Oriundi                                  | Alfredo         |
| 1998 | Amores                                   | Pedro           |
| 1990 | Assim na Tela Como no Céu                | —               |
| 1984 | O Cavalinho Azul                         | Homem da cidade |